# Trunculocavus
Trunculocavus es un género de foraminífero bentónico de la familia Textulariopsidae, de la superfamilia Spiroplectamminoidea, del suborden Spiroplectamminina y del orden Lituolida. Su especie tipo es Trunculocavus durrandi. Su rango cronoestratigráfico abarca el Holoceno.

## Discusión
Clasificaciones previas incluían Trunculocavus en la subfamilia Textulariinae, de la familia Textulariidae, de la superfamilia Textularioidea, del suborden Textulariina del orden Textulariida, o en el orden Lituolida sin diferenciar el suborden Spiroplectamminina.

## Clasificación
Trunculocavus incluye a las siguientes especies:
- Trunculocavus durrandi